# Шандра, Валентин Андреевич
Валентин Андреевич Шандра (1925—2008) — советский и российский учёный и педагог в области журналистики, организатор науки, доктор исторических наук (1978), профессор (1979). Заслуженный работник культуры РСФСР (1981).
Член Правления Союза журналистов СССР (1977—1987).

## Биография
Родился 12 октября 1925 года в селе Светлополь (ныне — Кировоградская область).
С 1943 года призван в ряды РККА и после окончания военного училища лётчиков был участником Великой Отечественной войны в составе 411-го отдельного корректировочно-разведывательного полка 10-й воздушной армии — младший лейтенант, лётчик-наблюдатель корректировщик разведывательной эскадрильи и с 1945 года участник Советско-японской войны в составе Дальневосточного фронта — штурман бомбардировщика дальнего действия.
Награждён орденом Отечественной войны II степени (06.04.1985) и медалью «За боевые заслуги» (29.08.1945).
С 1947 по 1952 годы проходил обучение на факультете журналистики Уральского государственного университета. С 1952 по 1955 годы обучался в аспирантуре кафедры диалектического и исторического материализма Уральского государственного университета. С 1955 по 1959 годы работал корреспондентом газеты «Уральский рабочий».
С 1959 года начал начал свою педагогическую деятельность в Уральском государственном университете: с 1959 по 1988 годы работал в должности заведующий кафедрой теории и практики периодической печати факультета журналистики, был организатором и главным разработчиком нового научного направления в области повышения путей эффективности журналистики. С 1978 года являлся организатором ежегодного университетского научного сборника «Актуальные проблемы современной печати», был ответственным секретарём этого сборника.
В 1964 году защитил диссертацию на соискание учёной степени кандидата философских наук по теме: «Критика и самокритика как закономерность развития социалистической идеологии и опыт использования этой закономерности Коммунистической партией Советского Союза в послевоенный период», в 1978 году — доктора исторических наук по теме: «Методология печатной партийной пропаганды в период развитого социализма. (Конец 50-х — 70-е годы)». В 1979 году В. А. Шандре было присвоено учёное звание — профессора.
Помимо основной деятельности В. А. Шандра являлся членом Свердловского отделения Союза журналистов СССР, с 1977 по 1987 годы избирался членом Правления Союза журналистов. Автор более семидесяти научных трудов в области журналистики.
В 1981 году Указом Президиума Верховного Совета РСФСР «За заслуги в педагогической и журналистской деятельности» Валентин Андреевич Шандра был удостоен почётного звания — Заслуженный работник культуры РСФСР.
Скончался 9 февраля 2008 года в Екатеринбурге, похоронен на Сибирском кладбище.

## Основные труды
Основной источник:
- Повышение материального и культурного уровня жизни народа. — Свердловск : Кн. изд-во, 1956. — 56 с.
- Советский рабочий / Л. М. Архангельский, В. А. Шандра. — Свердловск : Кн. изд-во, 1959. — 71 с.
- Кто не работает, тот не ест. — Свердловск : Кн. изд-во, 1961. — 56 с.
- Газета, пропаганда, жизнь. — Свердловск : Сред.-Урал. кн. изд-во, 1974. — 97 с.
- Понятие метода печатной партийной пропаганды / МВ и ССО РСФСР. Уральск. гос. ун-т им. А. М. Горького. — Свердловск : [Уральск. ун-т], 1975. — 48 с.
- Методология печатной партийной пропаганды в период развитого социализма, конец 50-х — 70-е годы. — Свердловск, 1976. — 441 с.
- Печатная партийная пропаганда: методология и практика / В. А. Шандра; науч. ред. д-р филос. наук, проф. Л. М. Архангельский ; Уральский гос. ун-т им. А. М. Горького. — Свердловск : Средне-Уральское кн. изд-во, 1976. — 240 с.
- Пропаганда марксистско-ленинской теории в газете. — М.: Изд-во МГУ, 1978. — 72 с.
- Проблемы современной советской печати / Урал. гос. ун-т им. А. М. Горького ; Редкол.: В. А. Шандра (отв. ред.) и др. — Свердловск : УрГУ, 1979. — 158 с.
- Журналистика развитого социализма: Вопросы теории и методики / Урал. гос. ун-т им. А. М. Горького; Редкол.: В. А. Шандра (отв. ред.) и др. — Свердловск : УрГУ, 1980. — 159 с.
- Журналистика развитого социализма : Вопросы теории и практики / Урал. гос. ун-т им. А. М. Горького; Редкол.: В. А. Шандра (отв. ред.) и др. — Свердловск : УрГУ, 1981. — 136 с.
- Журналистика развитого социализма: пути совершенствования работы журналиста / Урал. гос. ун-т им. А. М. Горького; Редкол.: В. А. Шандра (отв. ред.) и др. — Свердловск : УрГУ, 1984. — 132 с.
- Актуальные проблемы совершенствования средств массовой информации и пропаганды / Урал. гос. ун-т им. А. М. Горького; Редкол.: В. А. Шандра (отв. ред.) и др. — Свердловск : УрГУ, 1985. — 111 с.
- Читатель и газета: проблемы взаимодействия / Урал. гос. ун-т им. А. М. Горького; [Редкол.: В. А. Шандра (отв. ред.) и др.]. — Свердловск : УрГУ, 1990. — 117 с. — ISBN 5-230-06646-6

## Награды
- Орден Отечественной войны II степени (06.04.1985[5])
- Медаль «За боевые заслуги» (29.08.1945[2])
- Медаль «За победу над Германией в Великой Отечественной войне 1941—1945 гг.»
- Медаль «За победу над Японией»

### Звания
- Заслуженный работник культуры РСФСР (1981[3])

### Премия
- Премия УрГУ за лучшую научную работу (1977 — «За цикл работ по методологии и методике идеологической пропаганды в печати»[1])
- Премия Союза журналистов СССР (1983 — за монографию «Газета, пропаганда, жизнь: вопросы теории и методики»[1])
- Почётный знак «За отличные успехи в области высшего образования СССР»[1]